# Naaldwijk
Naaldwijk (pronunția olandeză: [ˈnaːltʋɛi̯k]) este un oraș din provincia olandeză Olanda de Sud. Este o parte a municipalității Westland și se află la aproximativ 10 km (6 mile) sud-vest de Haga.
Naaldwijk se află în inima orașului Westland. Cel mai mare sector economic este horticultura cu efect de seră. Cel mai mare site de licitații de flori din lume, operat de FloraHolland, poate fi găsit în satul din apropiere Honselersdijk.
Naaldwijk a fost anterior o municipalitate de sine stătătoare, acoperind o suprafață de 25,33 km 2 (9¾ sq. mi.) (din care 0,23 km 2; 57 acri apă). Include orașele Honselersdijk și Maasdijk.
La 1 ianuarie 2004, municipalitatea Naaldwijk a fost fuzionată cu municipalitățile învecinate De Lier, 's-Gravenzande, Monster și Wateringen pentru a crea municipalitatea Westland. Naaldwijk este acum capitala administrativă a Westland-ului.
Satul Naaldwijk are o populație de aproximativ 15.440 de locuitori. Zona statistică „Naaldwijk”, care poate include și peisajul rural din jur, are o populație de aproximativ 17.370 de locuitori.